# Hunsrückisch
Hunsrückisch, auch Hunsrücker Mundart oder Hunsrücker Platt, ist ein deutscher Dialekt, der im Hunsrück sowie teilweise noch in den drei südlichsten Bundesstaaten Brasiliens, besonders jedoch im  Bundesstaat Rio Grande do Sul (s. Riograndenser Hunsrückisch) gesprochen wird.

## Verbreitung

### Deutschland
Der Hunsrück besitzt klare geographische Grenzen, das Hunsrückische allerdings keineswegs. Es greift einerseits über den Hunsrück hinaus, kennt aber andererseits auch eine starke innere Differenzierung. Die Mundarten des Hunsrück werden im Rheinischen Wörterbuch von 1928–1971 dokumentiert, das heute auch digital zugängig ist. Im Mittelrheinischen Sprachatlas, der von 1994 bis 2002 veröffentlicht wurde, wird Hunsrückisch ebenfalls berücksichtigt.
Das Hunsrückische ist in zahlreiche Ortsmundarten gegliedert, fast jedes Dorf hat seine eigene Varietät. Die kleinräumige Struktur der einzelnen Sprachgebiete erwuchs aus den kleinräumigen Herrschaftsstrukturen im Hunsrück, wo Grenzen oft sogar Dörfer teilten. Auch die kirchlichen Trennungen in (vorwiegend) evangelische oder katholische Gebiete unterstrichen das Trennende.
Auch im Hunsrück ist ein starker und beschleunigter Rückgang im aktiven Gebrauch der Mundart festzustellen. Die Jugend spricht teilweise keine Mundart mehr und versteht nur noch selten ihre speziellen Wörter. Heimatvereine oder Einzelpersonen versuchen mit Mitteln der modernen Kommunikation und Dokumentation, dem entgegenzuwirken.

### Südamerika
Auswanderer haben diesen Dialekt in ihre neue Heimat mitgenommen. Im südlichen Brasilien, insbesondere im Gebiet von Santa Cruz do Sul im Bundesstaat Rio Grande do Sul gibt es auch heute noch Gemeinden, in welchen Riograndenser Hunsrückisch aktiv gesprochen wird. Peter Joseph Rottmann hat die Auswanderung nach Brasilien in seinem Gedicht Der Abschied drastisch thematisiert.

## Charakterisierung

### Phonologie (Lautsystem)
Die hunsrückische Phonologie teilt sich in zwei Gruppen; die erste gehört zum Rheinfränkischen und wird von der Nahe bis ungefähr kurz hinter Kastellaun gesprochen. Die zweite gehört zum Moselfränkischen und wird von Kastellaun bis zur Mosel gesprochen. Die charakteristische Unterscheidung der beiden Gruppen wird durch die dat-das-Linie gebildet. Nördlich, zum Beispiel in Idar-Oberstein, Gemünden, Kirchberg und Boppard heißt es dat. Wichtiger aber ist nach Roland Martin eine von ihm Sobernheimer Linie genannte Isoglosse (Mundartgrenze), die beispielsweise östliches Herrd und westliches Heerd (Hirte), östliches Gorrjel und westliches Goorjel (Gurgel), östliches Rerre und westliches Rierer (Räder) trennt. Überdies können zur Erleichterung der Aussprache Sprossvokale eingeschoben werden: Dorf wird zu Dooref, Kirche zu Keerisch, Berg zu Beerisch.
An anderen Isoglossen nennt Georg Diener die Unterscheidung von im westlichen Hunsrück gesprochenem o und eu und östlich der Linie Mastershausen-Buch-Mannebach-Nörtershausen geltendes u und ou oder au, also etwa Bruure (Bruder), Hau (Heu). Das d/t zwischen Vokalen wird durch r ersetzt (Rhotazismus); so wohnt in Kappel de Peere Prappel (Peter); er mischd sich fri ous/us de Fäärerre (er macht sich früh aus den Federn). Auf dem Strimmiger Berg hat sich auf einer kleinen Sprachinsel jedoch der Lambdazismus erhalten, bei dem d/t durch l ersetzt wird. Hier wird beispielsweise der Bruder zum Brola, aus beten wird belle und aus baden wird bolle.
Das g zwischen zwei Vokalen entfällt: Aue, saan (Augen, sagen). Bei dieser breiten Aussprache heißt es für „Brombeeren“ Bräämerre: Et git kä brärer Blaad as en bräd, bräd Bräämerreblaad (Es gibt kein breiteres Blatt als ein breites, breites Brombeerblatt – Spruch aus Siemerre (Simmern) nach Pfarrer R. Christmann, Simmern).
Im östlichen Teil, zur Nahe hin, wird das r als Zungenspitzen-R gesprochen, zum Beispiel in Bubach, im nahen Simmern aber nicht.
Konsonanten. Die stimmlosen Laute p, t, k werden oft als b, d, g ausgesprochen. Im Moselfränkischen fällt das n häufig nach bestimmten Regeln weg: uus „uns“, siewen Daach, siewen Auer / Aua, siewe Pund „sieben Tage, sieben Uhr, sieben Pfund“. Statt des Ich-Lauts hört man sch, statt pf hört man p: Peerd „Pferd“.Regional klingt -er eher wie -a: Haisja (Plural von Haißi) „Häuschen“.
Es existieren unterschiedliche Zahlen von Vokalen und Diphthongen, manche nur in einzelnen Dörfern, z. B. ein sehr offenes ä. Im Gegensatz zur Standarddeutschen  gibt es die Vokale ö und ü nicht, an ihrer Stelle werden meist deren entrundeten Varianten e und i verwendet: Fresch „Frösche“, iwa „über“. Offenes o kann lang sein moole „malen“. Regional kann das Schwa (e wie in „sagen“) betont sein: hel efe „helfen“, allerdings mit leicht gerundeten Lippen gesprochen. Manchmal entspricht einem standarddeutschen i im Hunsrückischen ein u, etwa in imdri e, um Dor ef „umdrehen, im Dorf“, loo hunne, hai inne „da hinten, hier unten“, Umber, Kund „Himbeere, Kind (Senkung von i zu a und weitere Vokalverschiebungen kommen auch vor, vergleiche etwa die Variantik Kand, Kend, Kind und Kond)“. Die Länge der Vokale stimmt nicht immer mit der Standarddeutschen überein (rische, feerdisch „riechen, fertig“). Ohne sprachgeschichtliches Hintergrundwissen ist es nicht immer vorhersehbar, was dem standarddeutschen Diphthong ai, geschrieben „ei“, im Dialekt entspricht: sein (wie im englischen „Lady“), säin, waise, hääsche, lihne „sehen, sein, zeigen, heißen, leihen“. Diphthonge gibt es in Hout (wie im englischen „low“), Hoout (wie in „Sonne“) „Hut, Haut“. Vor l und r wird nicht unterschieden zwischen b,d,g und p,t,k: kläwe, trei, plaiwe „glauben/kleben, drei, bleiben“. Die Sprossvokale i und e können zwischen bestimmten Lauten eingefügt werden: Finef, warem, arisch, Melisch „fünf, warm, sehr, Milch“, auch zwischen Wörtern: ned esu, dad eloo „nicht so, das da“. Bestimmte betonte Vokale haben eine ansteigende und dann abfallende Tonhöhe (Tonakzent); so entsteht ein leichter „rheinischer Singsang“. Dadurch lassen sich „Weg“ und „weich“, beide wääsch gesprochen, unterscheiden.

### Grammatik
Die grammatikalischen Regeln des Hunsrücker Platt ähneln den Regeln des Standarddeutschen.

#### Genus
Das Genus weicht in einigen Fällen vom Hochdeutschen ab. So sind der Bach und der Salat im Hunsrück weiblich: die Bach, die Salaad.
Umgekehrt sind die Brille – de Brill – und die Butter – de Bodder – männlich.
Frauen haben meist ein sächliches Genus. So heißt es bei Rottmann etwa:
Heint honn eich ’t alt Marie-Marlehn

Mir’m scheele Suus siehn wesche gehn;

Det Surelfrenz! war aag derbei;

Unn’t Oorschel kimmt noch zu de drei.
Im saarländischen Teil des Hunsrücks ist etwa oft zu hören: Es hott gesaht „Meine Frau hat gesagt.“
Aber auch weibliches Genus wird gelegentlich verwendet:
De Hannes unn die Kathrin,

se ware schun alt.
Die Verwendung des weiblichen Genus scheint Respekt (z. B. gegenüber älteren oder „vornehmeren“ Frauen) oder eine gewisse Distanz (z. B. gegenüber Zugezogenen) auszudrücken. So kann es vorkommen, dass eine zugezogene Frau zunächst als die Anna, nach der Integration ins Dorfleben aber als das/dat Anna bezeichnet wird.
Die Zahl „zwei“ gibt es im Moselfränkischen in drei Geschlechtern: zwien Markolwe (Eichelhäher), zwu/zwo Säächomesse (Ameisen), zwä Ääschertscher (Eichhörnchen).

#### Zeitformen
Gegenwart: Für die Konjugation gelten weitgehend dem Hochdeutschen entsprechende Regeln. Manche Verben haben ein unregelmäßiges Präsens: sische (kurzer Vokal) „suchen“, gläwe, glooft „glauben, geglaubt“.
Vergangenheit: Im Hunsrücker Platt wird hauptsächlich das Perfekt verwendet. Die Vorsilbe ge- fällt oft weg: gang, gääß, funn, praacht „gegangen, gegessen, gefunden, gebracht“. Manche Verben bilden regional ein unregelmäßiges Perfekt: hiere – gehoort / gehuurt „hören, gehört“.Der Gebrauch des Präteritums ist auf wenige Verben beschränkt, etwa saht „sagte“, fung „fing“.
Der Konjunktiv wird mit doun „tun“ gebildet (Äisch dihd soon „Ich würde sagen“), sonst gibt es ihn fast nur bei Hilfsverben: Äisch hätt, wäer, mist, kinnt, mihscht, sollt, wesst, kihm, bräischt, gieft „gäbe“.
Das Futur mit wehre / währe wird wie im Hochdeutschen oft durch das Präsens ersetzt, bei Futur für Vermutungen steht es meistens: Dat werd schun goud gihn „Das wird schon gut gehen“.
Das Passiv wird regional mit gen „geben“ gebildet Dou ges net gefroot „Du wirst nicht gefragt“, so auch „(zu etwas) werden“: Äisch gen noch vareckt „Ich werde noch verrückt“.

#### Kasus
Im Hunsrücker Platt gibt es wie im Hochdeutschen die Fälle Nominativ, Dativ und Akkusativ.
Beispiel Dativ statt Genitiv: Dämm seine Brorer „dessen Bruder“, dat  Hous vom Pitt „Peters Haus“
Der Genitiv wird hingegen nicht verwendet, außer als sogenannter partitiver Genitiv: Wivill Äppel prouchste fier dein Äppelschmeer? – Äisch hollen er immer finef. „Wie viele Äpfel brauchst du für dein Apfelmus? – Ich nehme immer fünf.“ Hier ersetzen es / er vorher erwähnte Mengenangaben, wie in anderen rheinischen Dialekten und im Niederländischen und vergleichbar dem italienischen „ne“ und dem französischen „en“. Standarddeutsch entsprechen ihm teils„welcher/welche/welches“, teils „davon“ oder eine Nullstelle: Wivill Kunner wellen se dann? Se wellen er nur trei. „Wie viele Kinder wollen sie denn? Sie wollen nur drei.“

#### Pluralbildung
Die Pluralbildung folgt bis auf eine Ausnahme den Regeln des Hochdeutschen. Endet im Hochdeutschen die Pluralform mit -en, dann endet sie im Hunsrücker Platt mit -e.
| Sprache          | Singular    | Plural        |
| ---------------- | ----------- | ------------- |
| Hunsrücker Platt | Die Zeidung | Die Zeidunge  |
| Deutsch          | Die Zeitung | Die Zeitungen |

### Wortbeispiele
Im Hunsrückischen gibt es eigenständige Wörter, die im Hochdeutschen nicht oder so nicht vorkommen. Umgekehrt existieren manche hochdeutschen Wörter im Platt nicht, etwa wird „bekommen“ durch kreie, „nehmen“ durch holle ersetzt: (zou)holle „(zu)nehmen“. „Dieser / diese / dieses“: dat Peerd eloo / hai „jenes, dieses Pferd da (hinten) / hier (beim Sprechenden)“; loo dä / loo dei / loo dat; auch dä loo, dei loo, dad eloo.
Hinkel = Huhn. Die Asterix-Übersetzer haben die Steine der Hünengräber zu Hinkelsteinen gemacht.
Beddseicher = Bettnässer. Angelehnt an die medizinische diuretische Erfahrung wird der Löwenzahn so genannt (vgl. frz. pissenlit, niederl. bedzeiker).
Bischordna = von frz. jardin. Alte Mittelhunsrücker Bezeichnung für Garten. Nachgewiesen seit frz. Besetzung. Kurzform Bi nur noch selten gebräuchlich.
Breadly Woman = englisch Bread and Woman. Seit amerikanischer Besatzung geläufige Bezeichnung für Brot. Hintergrund sind Hilfeleistungen amerikanischer Soldaten in Form von frischem Brot für die gebeutelte Bevölkerung nach Kriegsende. Vorzugsweise junge Frauen wurden mit Brot bedacht.
Dääz, Schwelles = Birne (Kopf)
Geheischnis/Gehäischnis = Vertrauen, Geborgenheit, menschliche Wärme (Wortstamm von „Gehege“, „hegen“)
Grumbeere/Krumbier/Gumbi = Die Kartoffeln (Grundbirnen/Erdäpfel/Kartoffeln) werden mit dem Kaarscht, einer dreizinkigen Hacke, ausgemacht.
maije/meie = sich mit einer oder mehreren Personen austauschen bezw. unterhalten.
Muskouri = Bis ins späte 19. Jahrhundert war die Banane im Hunsrück weitgehend unbekannt. Vormals als gelbe Fettbohne bezeichnet, bürgerte sich die Bezeichnung Muskouri ab Anfang des 20. Jahrhunderts ein, da man fälschlicherweise davon ausging, die Banane würde in Griechenland kultiviert.
Laiskaul = Genick (Läusegrube)
leppsch = fad, geschmacklos.
ei, äi = na, ja, ja aber, nun, äh am Satzanfang, meist vor Antworten, bedeutet Nachdruck, Verwunderung, naheliegender Vorschlag, Denkpause. Äi allemoo(l), Äijoh, äijoooh, sescher! Äi nää! = bekräftigendes Zustimmen / Ablehnen: „ja natürlich / nein, überhaupt nicht!“ Wat soll äisch ewaile mache? - Äi gih daiescht häim; Äi (Pause), gih daiescht häim. „Was soll ich jetzt machen? – Na, geh zuerst nach Hause; Ähm, …“
Muufel = Maulvoll (vgl. Handvoll), bildhaft für ein kleiner Bissen
Imms/Imbs = Imbiss. Zum Imms/Imbs wird man eingeladen (Beispiel bei Familienfesten, aber auch der Leichenschmaus)
Schinnooz = Schinderaas. Vor allem für böse Frauen verwendet
Flabbes und Stickel/Schdickel für einen dummen unbeholfenen Menschen (nach dem Verbindungsstück von der Radnabe zum oben dem Wagen aufliegenden Leiterbaum)
Schlambambes/Schalumbes/Schnorkes = Bezeichnung für einen flatterhaften Menschen
Hannickel. Nach dem früher häufigen Vornamen Johann Nikolaus, der von den Hunsrückern bequem zu Hannickel zusammengezogen wird, hießen die Hunsrücker Arbeiter im Ruhrgebiet alle die Hannickel. Hannickel ist auch Synonym für einen ungewandten Menschen. Ähnliche Varianten ermöglichen auch andere Namensformen; so wird beispielsweise aus Johannes Peter die Kurzform Hampit (wie in Jakob Kneips gleichnamigem Roman) oder aus Johannes Paul Hannappel.
Knubbespaller = Holzklotzspalter. Die spöttisch gemeinte saarländische Bezeichnung für die früher als „Gastarbeiter“ im Saarland als Holzhauer tätigen Hunsrücker.
eepsch = ungeschickt oder auch falsch. Sowohl in Bezug auf Personen, als auch auf die andere (rechte) Rheinseite. Vgl. Schäl Sick
meggalisch = vor allem in einigen Orten des Vorderhunsrücks verwendete höchste Steigerungsform im Sinne von „ganz besonders“, „außergewöhnlich“, „wunderbar“; wenn einem eine abendliche Festveranstaltung beispielsweise besonders gut gefallen hat, dann war der Abend meggalisch schie.
Ooh Äifall! = Ach was, Unsinn! (von „Einfalt“).
Zouversiecht = Unordnung, Durcheinander

### Einflüsse
In die Hunsrücker Mundart sind auch viele Begriffe aus der französischen Sprache eingegangen:
- schenniere = sich genieren,
- allee (von französisch. allez = geht!) = vorwärts
- loo (von là) = hier oder da
- Troddewa (trottoir) = Bürgersteig
- Parbel (von parapluie) = Regenschirm
- Baggasch (von bagage) = Gepäck oder auch umgangssprachlich „Gesindel“
- Schisselong (von Chaiselongue) = Sitz- und Liegemöbel
- Schutt (von fr. chute) = ein kräftiger Schauer (Satzbeispiel: Et hot e Schutt genn.); siehe auch luxemburgisch: Schluet

Auch aus dem Hebräischen stammen Lehnwörter:
- Dä is im Dalles (von aschkenisch-hebräisch dallus ‚Not‘) = dem geht es wirtschaftlich schlecht
- Schaales ein (oft von jüdischen Familien) in einem Bräter im Backes (Backhaus) zubereiteter Kartoffelkuchen, der Dibbekouche

## Mundart-Audiothek
Um künftigen Generationen die Vielfalt der Hunsrücker und anderer Mundartvarianten mit ihren vielen Nuancen zumindest bruchstückhaft auch phonetisch als gesprochene Sprache zu überliefern, hat der Heimatforscher Dr. Norbert J. Pies in der Familienstiftung Pies-Archiv, Forschungszentrum Vorderhunsrück die Mundart-Audiothek gegründet. Ziel ist es unter anderem, einerseits möglichst viele örtliche Mundartvarianten zu archivieren und sie andererseits anhand standardisierter Texte wissenschaftlich vergleichen zu können.

## Autoren
- Otto Conradt
- Peter Joseph Rottmann